# Trois crayons
La técnica de dibujo de trois crayons (del francés, ‘tres lápices’) utiliza tres clases de lápiz sobre el papel verjurado o papel vitela: sanguina, carboncillo, y tiza blanca. El papel usado es de valor medio (gris, azul o marrón). El carboncillo delinea el contorno y los trazos más importantes del dibujo, las sombras y los tonos fríos; la sanguina, los tonos calientes; y la tiza, la luminosidad.

## Técnica detrois crayons
Esta técnica aparece en retratos renacentistas en el siglo XVI utilizada por artistas como François Clouet y Parmigianino para retratos de corte. Luego en el siglo XVII por pintores como Rubens tanto en retratos como para estudios preparatorios para pinturas.

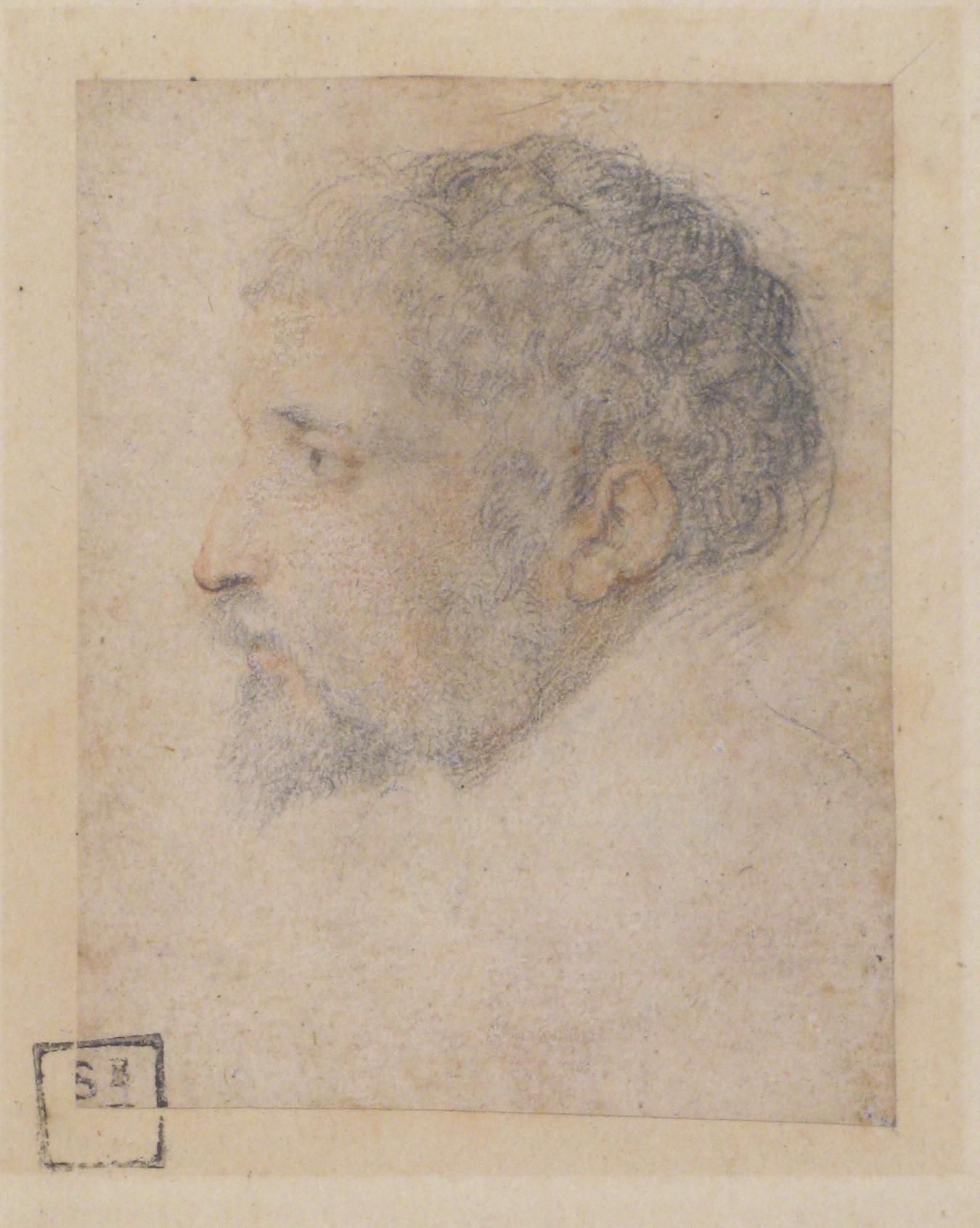
Cabeza de hombre de Parmigianino.
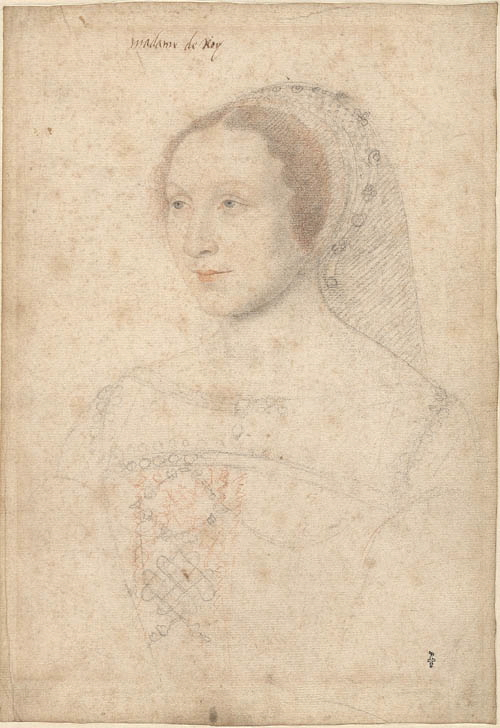
Madeleine de Mailly, por François Clouet.
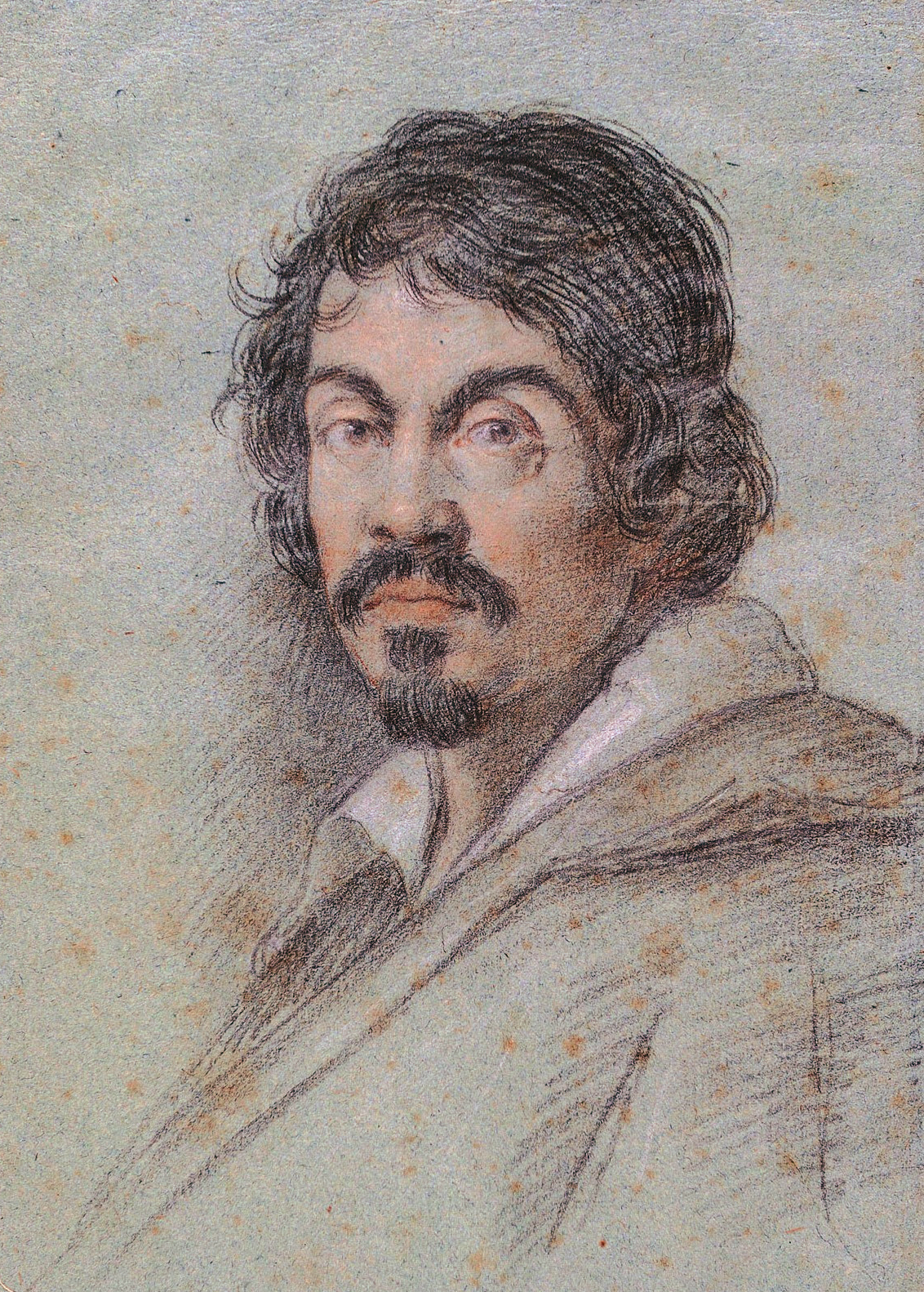
Caravaggio, por Ottavio Leoni.
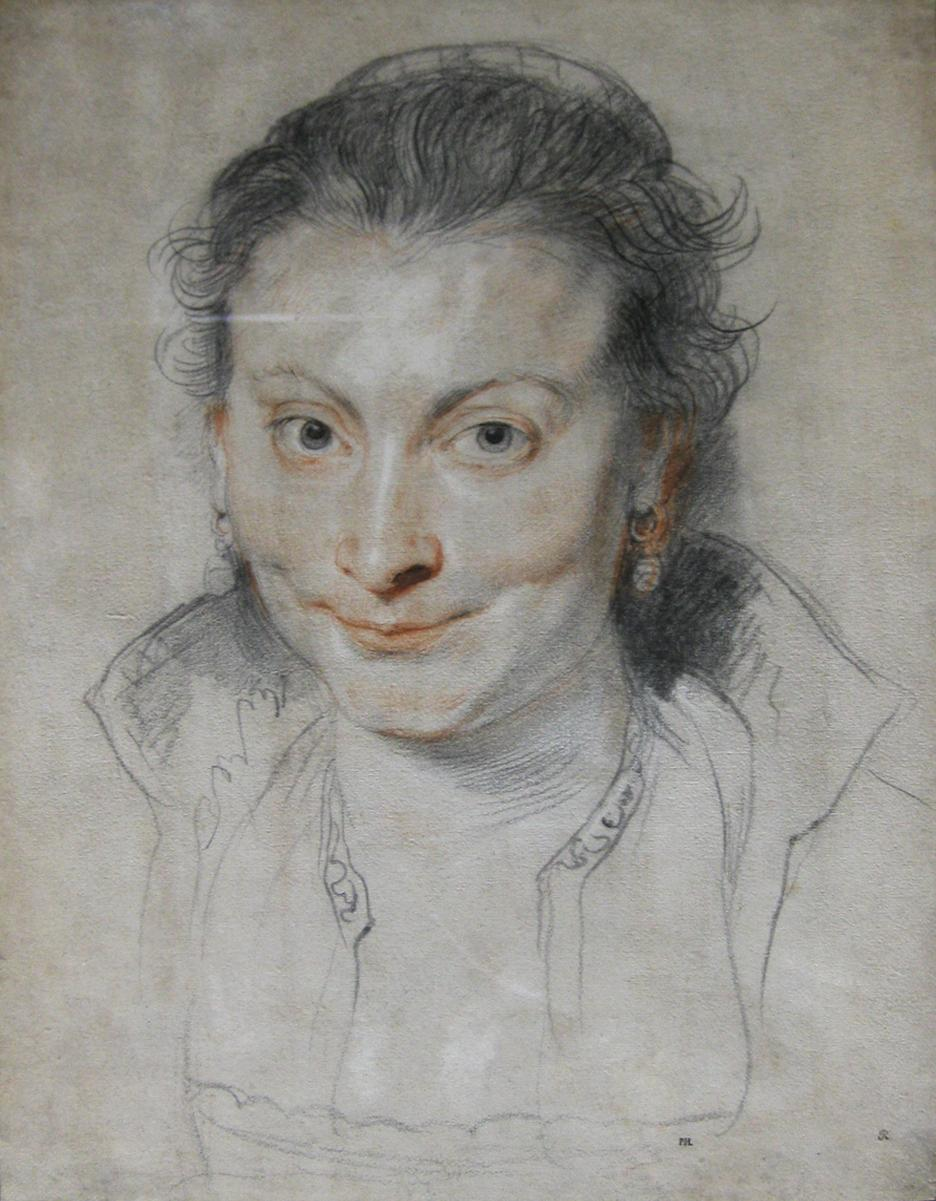
Isabella Brant, por Pedro Pablo Rubens.

Esta técnica fue popularizada en el siglo XVIII por artistas como François Boucher o Antoine Watteau.

Siglo XVIII
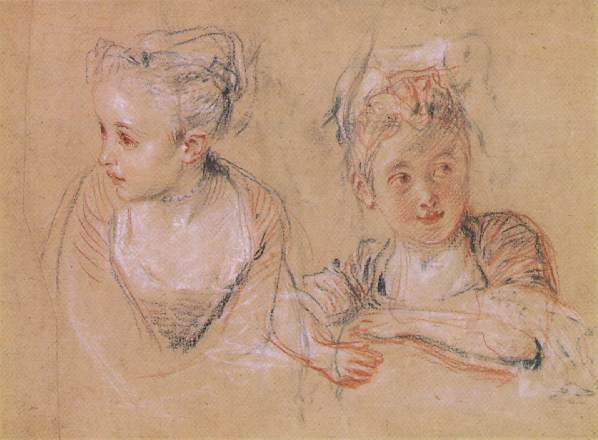
Dos estudios de una joven en busto, Antoine Watteau.
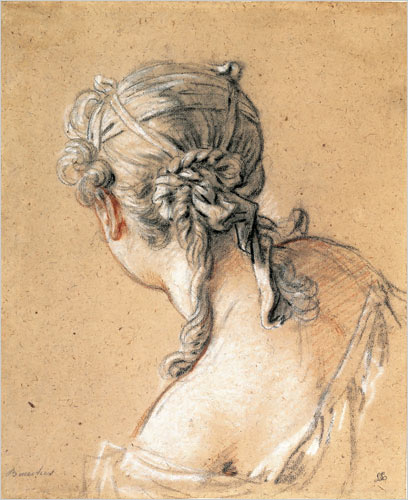
Estudio de una mujer joven de espaldas, François Boucher.
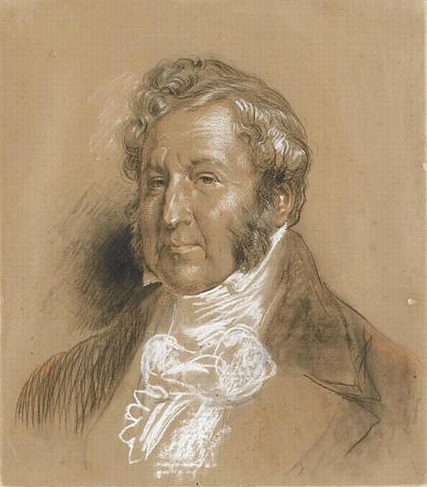
Retrato de Luis Felipe, Eugène Lami.

## Técnica dedeux crayons
La técnica de los deux crayons utiliza solamente dos lápices, por lo general tiza negra y blanca. La tiza negra se usa para las sombras y la tiza blanca para las luces. Esta técnica parece esencial para los pintores del claroscuro y paisajistas.

Deux crayons
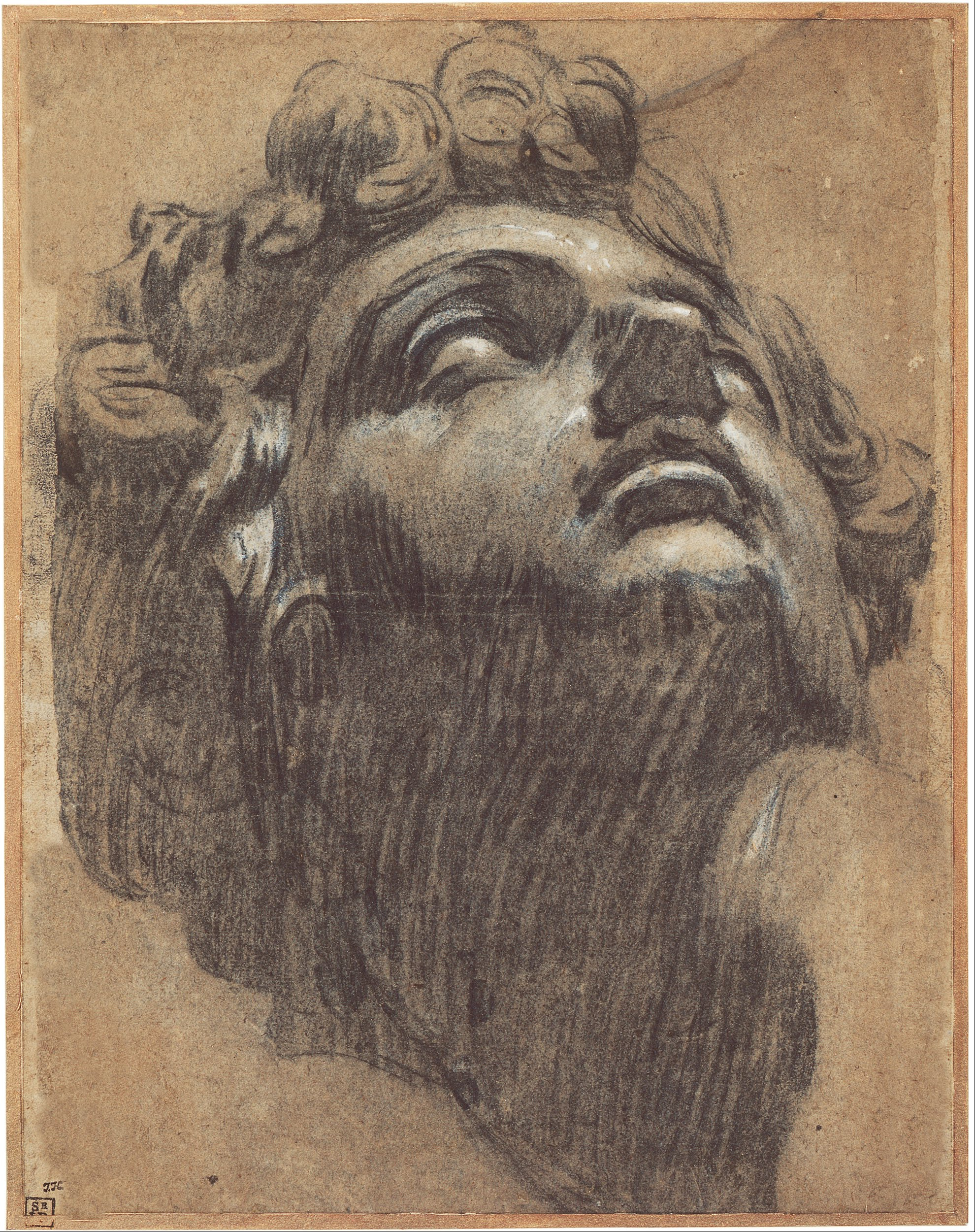
Cabeza de Julien Medicis, Tintoretto.
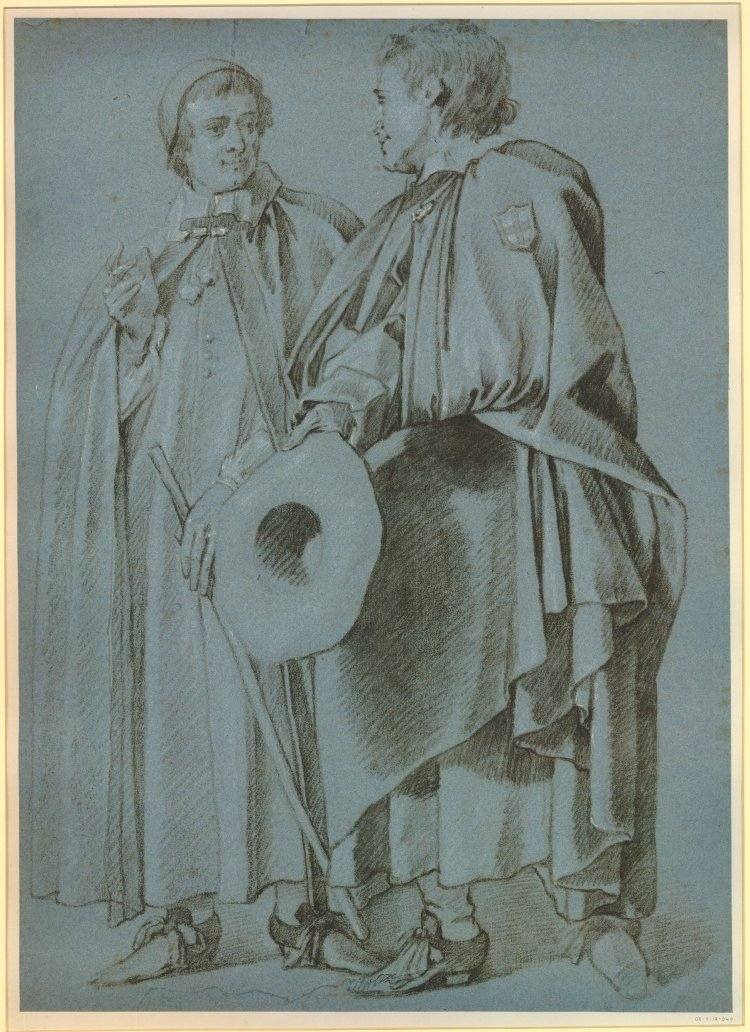
Estudio de personajes, Peter Lely.
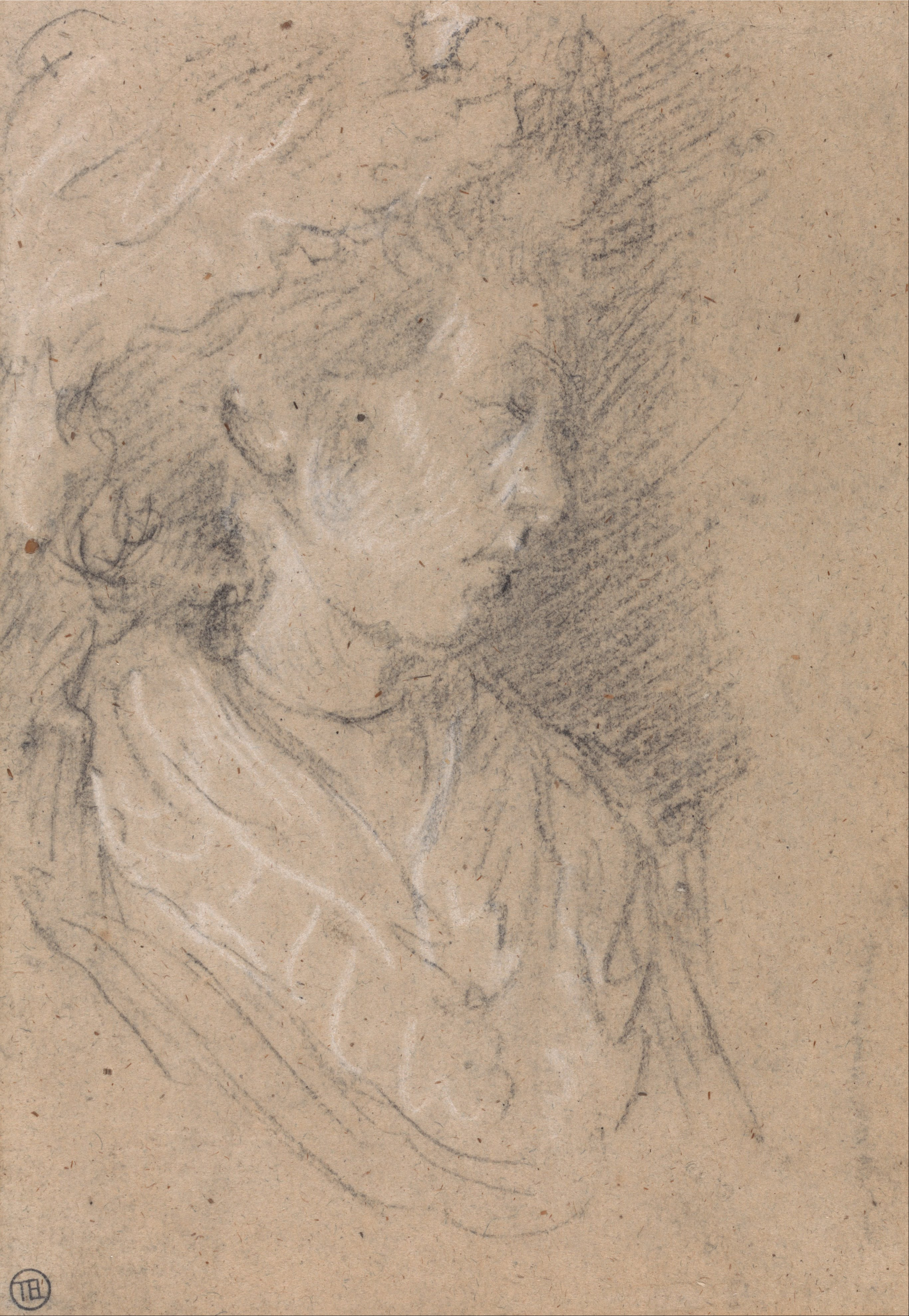
Estudio de una mujer, Thomas Gainsborough.
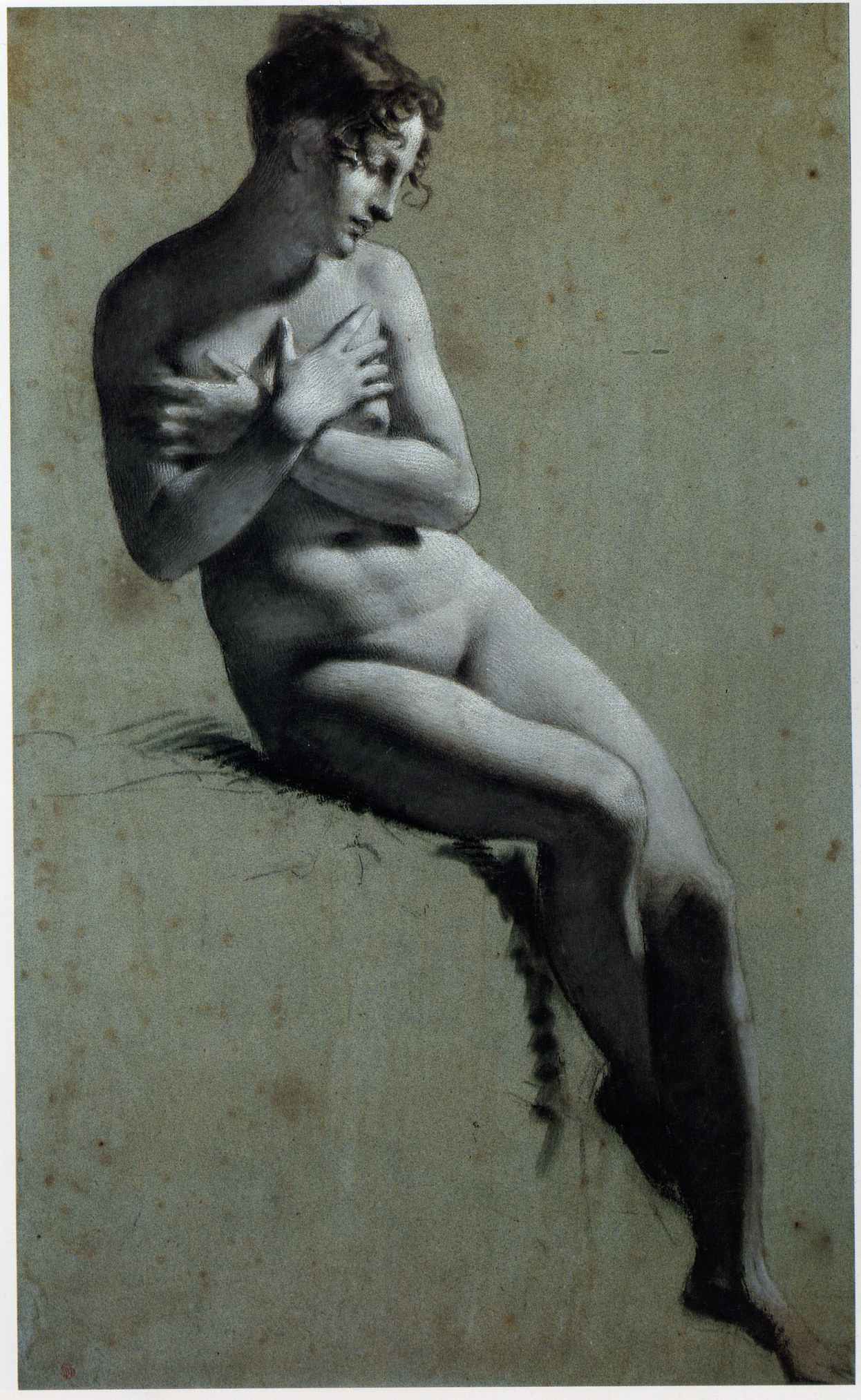
Desnudo femenino, Pierre Paul Prud'hon.
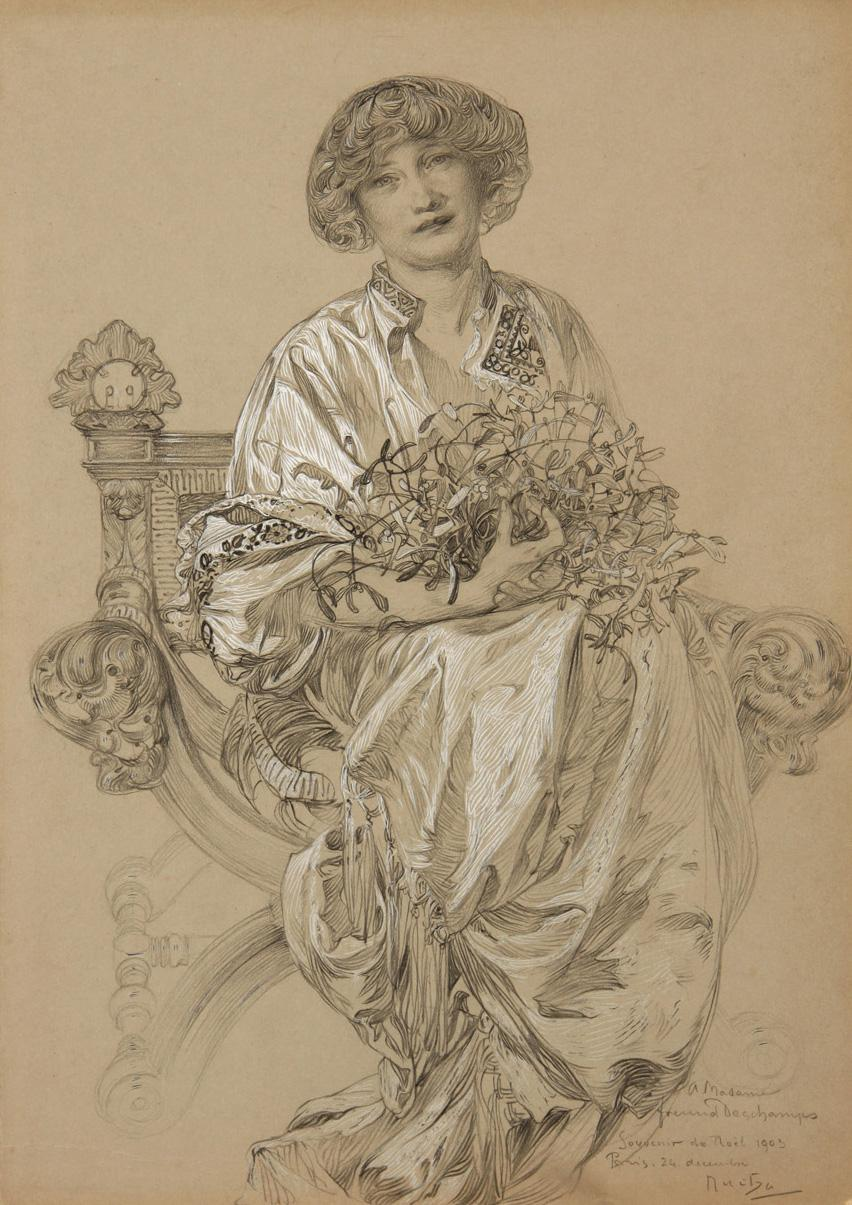
Retrato de Madame Deschamps, Alfons Mucha.
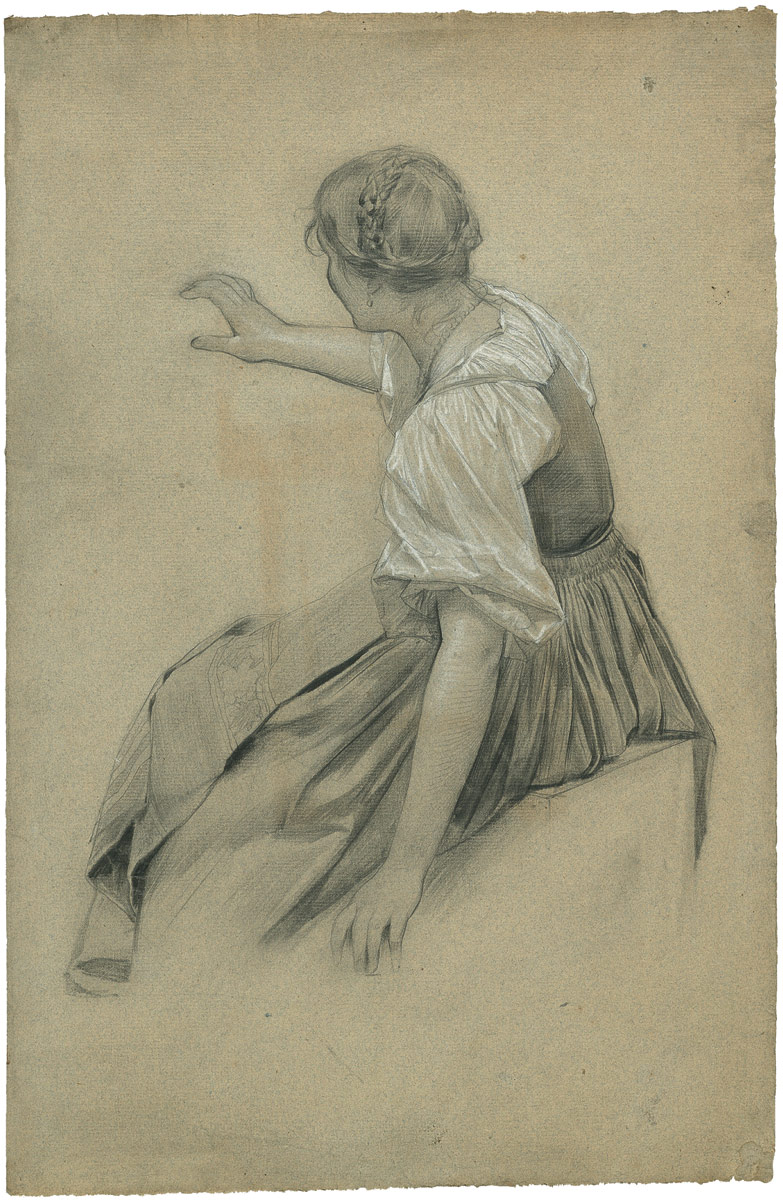
Chica joven con dirnl, Ernst Klimt.

En el siglo XVIII, la moda del dibujo, y en particular del realizado por dicha técnica hizo a grabadores tener que innovar mediante técnicas capaces de imitar el efecto del carboncillo, sanguina y tiza blanca. Así fue como Demarteau perfeccionó la técnica del lápiz, seguida por su alumno Bonnet, quien desarrolló una tinta blanca que imitaba perfectamente a la tiza y perfeccionó la técnica del lápiz al pastel. Siguiendo los mismos objetivos de imitación de dibujo de grabado, Jean-Charles François elucubró una técnica de barniz blando, con deslumbrante éxito conocido como manière de crayon, antes de la litografía que hizo posible reproducir con precisión los dibujos a lo largo del siglo XIX.